# جفر أباد عليا (مقاطعة دلفان)
جفر أباد عليا (بالفارسية: جعفرآباد علیا) هي منطقة سكنية تقع في قسم ميربغ الشمالي الريفي (مقاطعة دلفان) في إيران. يقدر عدد سكانها بـ 232 نسمة .